# Аеродром Истанбул — Сабиха Гокчен
Међународни аеродром Истанбул-Сабиха Гокчен (тур. İstanbul Sabiha Gökçen Uluslararası Havalimanı) је други по значају међународни аеродром највећег града Турске, Истанбула. Налази се 32 километра југоисточно од центра града, на азијској страни. Релативно близу аеродрома је град Измит. Међународни аеродром Истанбул је већи градски аеродром и налази 63 километра западно, на европској страни града. 
Аеродром носи име Сабихе Гекчен, усвојене кћерке Кемала Ататурка и прве жене пилота борбеног авиона у свету.
Аеродром Истанбул-Сабиха Гокчен је 2018. године кроз забележио више од 34 милиона путника, по чему је то други по значају аеродром у Истанбулу. И поред тога, ово је један од најпрометнијих аеродрома у држави.
На аеродрому је авио-чвориште за „АнадолуЏет”, „Пегасус ерлајнс” и „Туркиш ерлајнс”.

## Објекти

### Терминал
Нова зграда терминала, са годишњим капацитетом од 25 милиона путника, опслужује домаће и међународне летове под једним кровом. Опремљена је са 112 шалтера за пријаву, 24 шалтера за онлајн пријаву, као и ВИП зградом и CIP салама за посматрање на платформи са пословним салонима. Терминал додатно има конференцијски центар површине 400 м2, простор за храну површине 5000 м2 и простор за бесцаринску куповину површине 4500 квадратних метара. У зони за међународне одласке, на страни аеродрома, хотел и салон који раде по сату такође су почели да раде у јануару 2020.

## Авио-компаније и дестинације

### Путници
Следеће авио-компаније обављају редовне и чартер летове до и од међународног аеродрома Сабиха Гокчен:
| Airlines            | Destinations |
| ------------------- | --- |
| Air Arabia          | Abu Dhabi, Cairo, Casablanca, Sharjah, Tangier |
| Air Cairo           | Cairo |
| AJet                | Adana/Mersin, Adiyaman, Ağrı, Algiers, Amsterdam, Ankara, Antalya, Baghdad, Bahrain, Baku, Barcelona, Basel/Mulhouse, Batman, Belgrade, Bergamo, Berlin, Bishkek, Bodrum, Brussels, Budapest, Cairo, Cologne/Bonn, Copenhagen, Dalaman, Damascus, Dammam, Denizli, Diyarbakır, Dubai–International, Düsseldorf, Edremit, Elazığ, Erbil, Ercan, Erzincan, Erzurum, Frankfurt, Ganja (begins 3. јун 2025.), Gaziantep, Giza, Hamburg, Hannover, Hatay, Hurghada, Iğdır, İzmir, Jeddah, Kars, Kayseri, Konya, Kuwait City, London–Stansted, Lyon, Malatya, Mardin, Medina, Moscow–Vnukovo, Mostar (begins 4 June 2025), Munich, Nakhchivan (begins 3. јун 2025.), Nevşehir, Ordu/Giresun, Paris–Charles de Gaulle, Pristina, Riyadh, Rize/Artvin, Rome–Fiumicino, Saint Petersburg, Samsun, Şanlıurfa, Sarajevo, Sharjah, Sharm El Sheikh, Shymkent, Şırnak, Sivas, Stockholm–Arlanda (begins 2 June 2025), Stuttgart, Tbilisi, Tehran–Imam Khomeini, Tokat, Trabzon, Tuzla, Urmia, Van, Vienna, Zurich |
| Azerbaijan Airlines | Baku |
| British Airways     | London–Heathrow |
| FlyArystan          | Türkıstan |
| Fly Baghdad         | Baghdad |
| Flydubai            | Dubai–International |
| Flynas              | Gassim, Jeddah, Riyadh, Dammam |
| Iraqi Airways       | Baghdad |
| Jazeera Airways     | Kuwait City |
| Kuwait Airways      | Kuwait City |
| Nile Air            | Cairo |
| Pegasus Airlines    | Abu Dhabi, Adana/Mersin, Adıyaman, Aktau, Alexandria, Algiers (begins 23 May 2025), Almaty, Amasya/Merzifon, Amman–Queen Alia, Amsterdam, Ankara, Antalya, Astana, Athens, Atyrau (begins 14 May 2025), Baghdad, Bahrain, Baku, Barcelona, Basel/Mulhouse, Basra, Batman, Batumi, Beirut, Belgrade, Bergamo, Berlin, Bratislava, Birmingham, Bishkek, Bristol (begins 8 July 2025), Bodrum, Bologna, Bremen, Bucharest–Otopeni, Budapest, Casablanca, Charleroi, Chisinau, Cluj-Napoca (begins 20 May 2025), Cologne/Bonn, Copenhagen, Dalaman, Dammam, Denizli, Diyarbakır, Doha, Dortmund, Dubai–International, Dublin, Düsseldorf, Edinburgh, Edremit, Eindhoven, Elazığ, Erbil, Ercan, Erzincan, Erzurum, Frankfurt, Ganja, Gaziantep, Gazipaşa/Alanya, Geneva, Giza, Graz (begins 30 May 2025), Grozny, Hamburg, Hannover, Helsinki, Hurghada, Iğdır, Isfahan, İzmir, Jeddah, Kahramanmaraş, Karachi, Kars, Kastamonu, Kayseri, Konya, Kutaisi, Kuwait City, London–Stansted, Lyon, Madrid, Malatya, Manchester, Mardin, Marseille, Mashhad, Medina, Munich, Muş, Muscat, Nice, Nuremberg, Ordu/Giresun, Osh, Oslo, Paris–Charles de Gaulle, Paris–Orly, Podgorica, Prague, Pristina, Ras Al Khaimah, Riyadh, Rize/Artvin, Rome–Fiumicino, Rotterdam/The Hague, Saint Petersburg, Samsun, Şanlıurfa, Sarajevo, Seville, Sharjah, Sharm El Sheikh, Shiraz, Shymkent, Sinop, Sivas, Skopje, Sofia, Stockholm–Arlanda, Stuttgart, Sulaimaniyah, Tabriz, Tbilisi, Tehran–Imam Khomeini, Tirana, Trabzon, Tuzla, Van, Venice, Vienna, Yerevan, Zagreb, Zurich Seasonal: Mytilene, Rhodes |
| Qatar Airways       | Doha |
| SalamAir            | Muscat |
| Transavia France    | Paris–Orly (begins 26 October 2025) |